# 臺北賓館

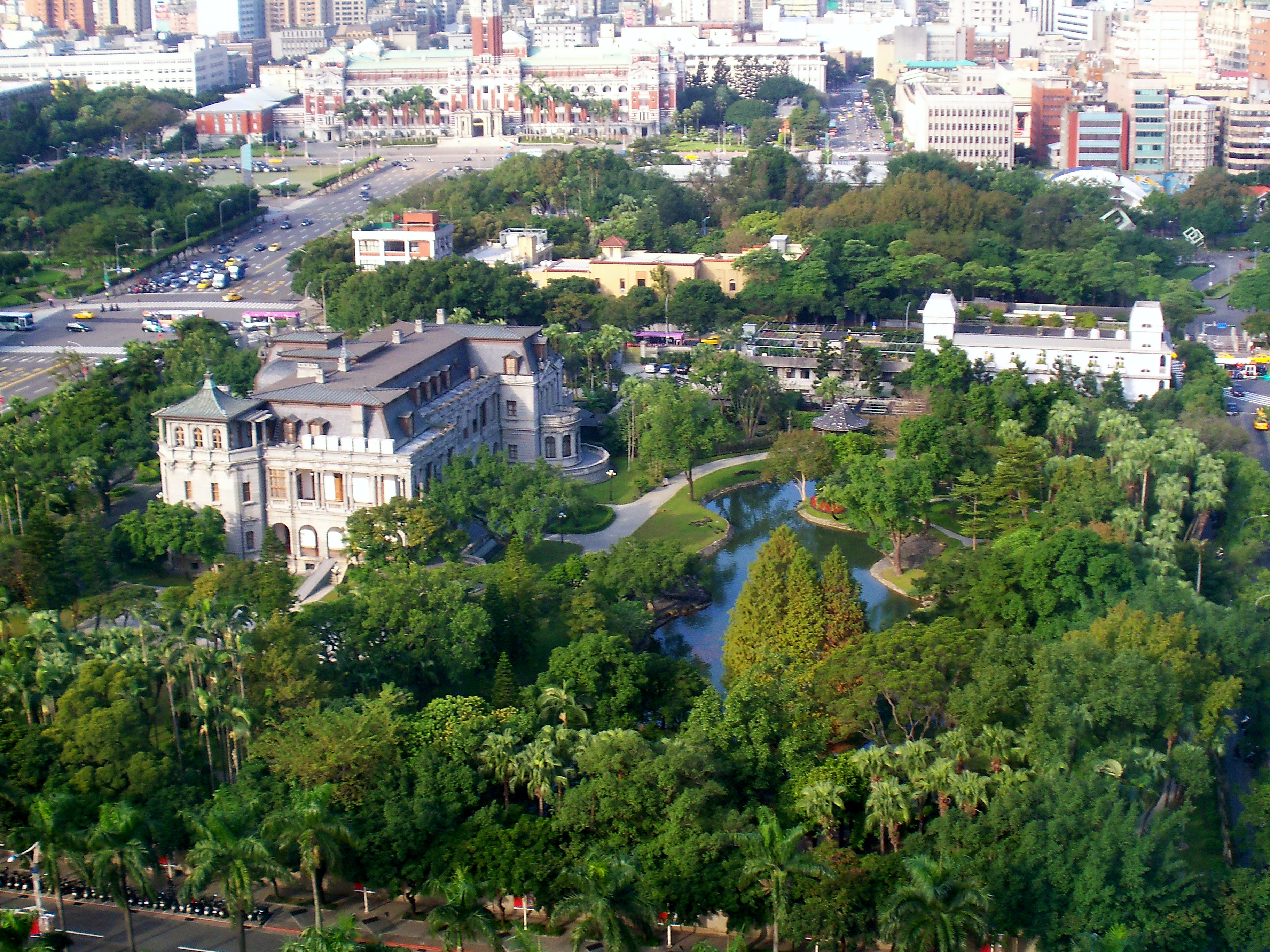
俯瞰臺北賓館

臺北賓館是位於臺灣臺北市博愛特區內的官署建築，門牌號碼為凱達格蘭大道1號。最初為臺灣日治時期的總督官邸，現為中華民國的國賓館，由中華民國外交部管理使用，專門接待外國貴賓或舉辦慶祝活動。現今亦列為中華民國國定古蹟。
臺北賓館興建於臺灣日治時期，原名「臺灣總督官邸」，除了是總督住所之外，亦供總督接待或宴請日本皇室與來訪貴賓。從第四任總督兒玉源太郎到末任總督安藤利吉為止，共有16位總督曾居住於此。1945年臺灣戰後時期曾短暫成為臺灣省政府主席官邸，1950年改為現名。1952年《中日和約》在此簽署。1998年被指定為國定古蹟，2002年展開修復工作，於2006年5月竣工，並定期開放公眾參觀。

## 歷史

### 臨時總督官邸時期

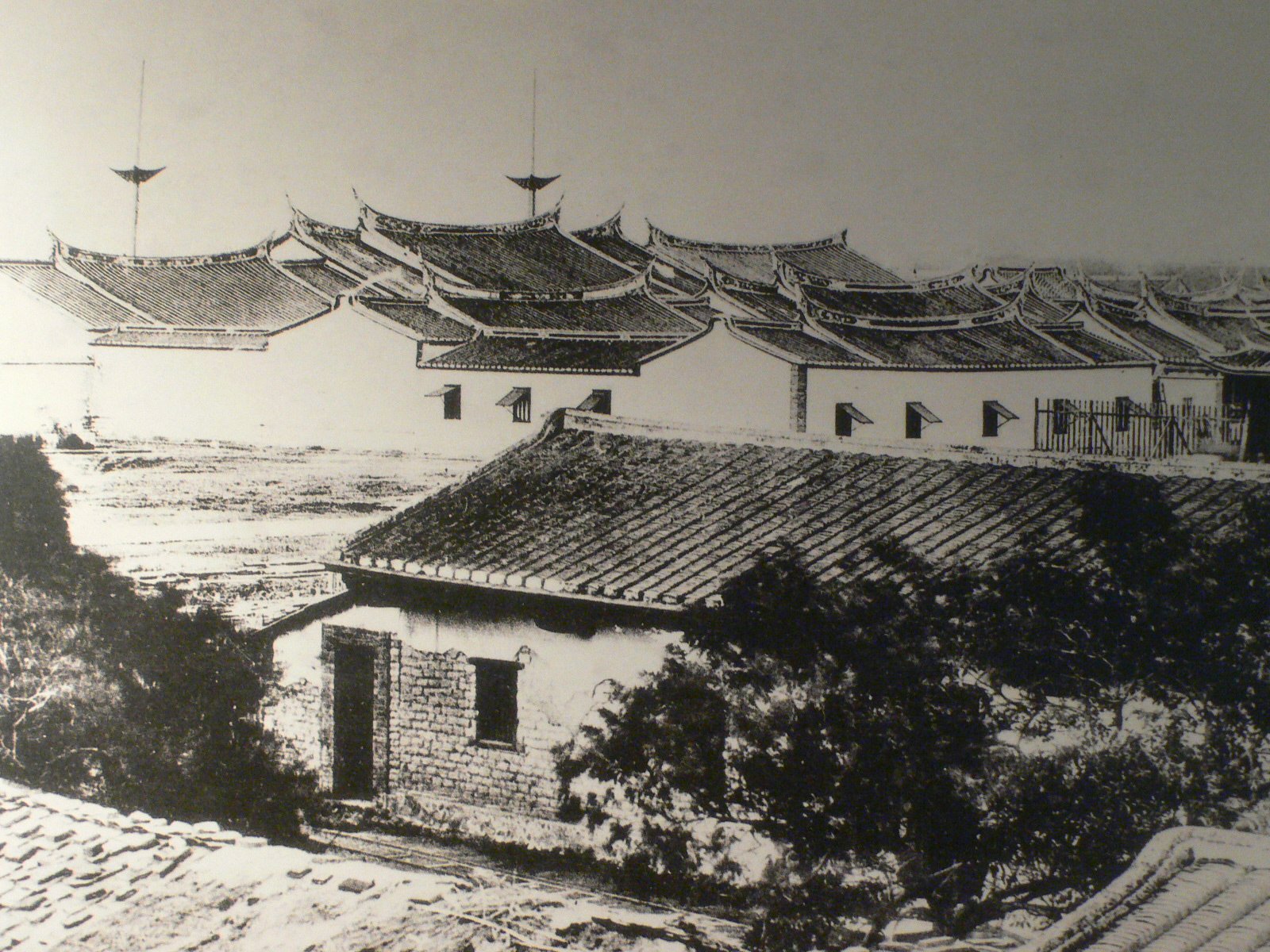
清朝台灣布政使司衙門，約1901年所攝

#### 前清基隆舊海關
1895年6月5日，日軍於乙未戰爭中攻入基隆，初代臺灣總督樺山資紀便利用原大清帝國基隆海關做為臨時的總督官邸及總督府的所在地，同時也是近衛師團長北白川宮能久親王臨時居住之地。隨著日軍於14日攻入臺北城，此臨時總督官邸使用10天左右後便不再使用。此座西班牙式二層磚木混造的海關於1934年改建為鄉土館，第二次世界大戰後移撥給基隆海關使用，因無人維護洋式建築導致老朽、損壞；後拆除改建為海關宿舍，即今日的復興館。原海關位置大約位於今日基隆市中船路一帶。

#### 前清福建臺灣承宣布政使司衙門
日軍攻入台北城以後，便於原來的清朝福建臺灣承宣布政使司衙門及欽差行臺設立臨時的總督官邸跟總督府、陸軍幕僚辦公室，樺山總督住在衙門西側的籌防局，除了日常生活起居以外，也是辦公之處。1895年8月官邸再度搬遷至舊西學堂，原址繼續做為臨時總督府使用至1920年總督府新廳舍落成為止。布政使司衙門於1932年拆除改建為今日的中山堂，部分建築被遷移至圓山動物園內，今已不存，而欽差行臺主要建築則保存於臺北植物園內，1985年被指定為二級古蹟。

#### 前清西學堂
1895年8月總督官邸搬遷至原清朝的西學堂，是由三座洋式建築呈品字形的建築。創設者為劉銘傳，原本用途為培養洋務人才，後因經費不足而停辦。日軍平定台灣後做為總督官邸使用，因使用期長，也被認為是第一代的總督官邸。第三代總督乃木希典居住此地的時間最長，因此也別稱乃木館。總督官邸新宅落成以後，這裡便成為旅團司令部所在地，後因都市計畫的關係而遭到拆除。此建築位置在由今日的寶慶路、桃源街、長沙街跟延平南路所圍起來的街廓裡，大約在今日的長沙街一段婦聯會附近。

### 正式總督官邸時期

#### 第一代總督官邸

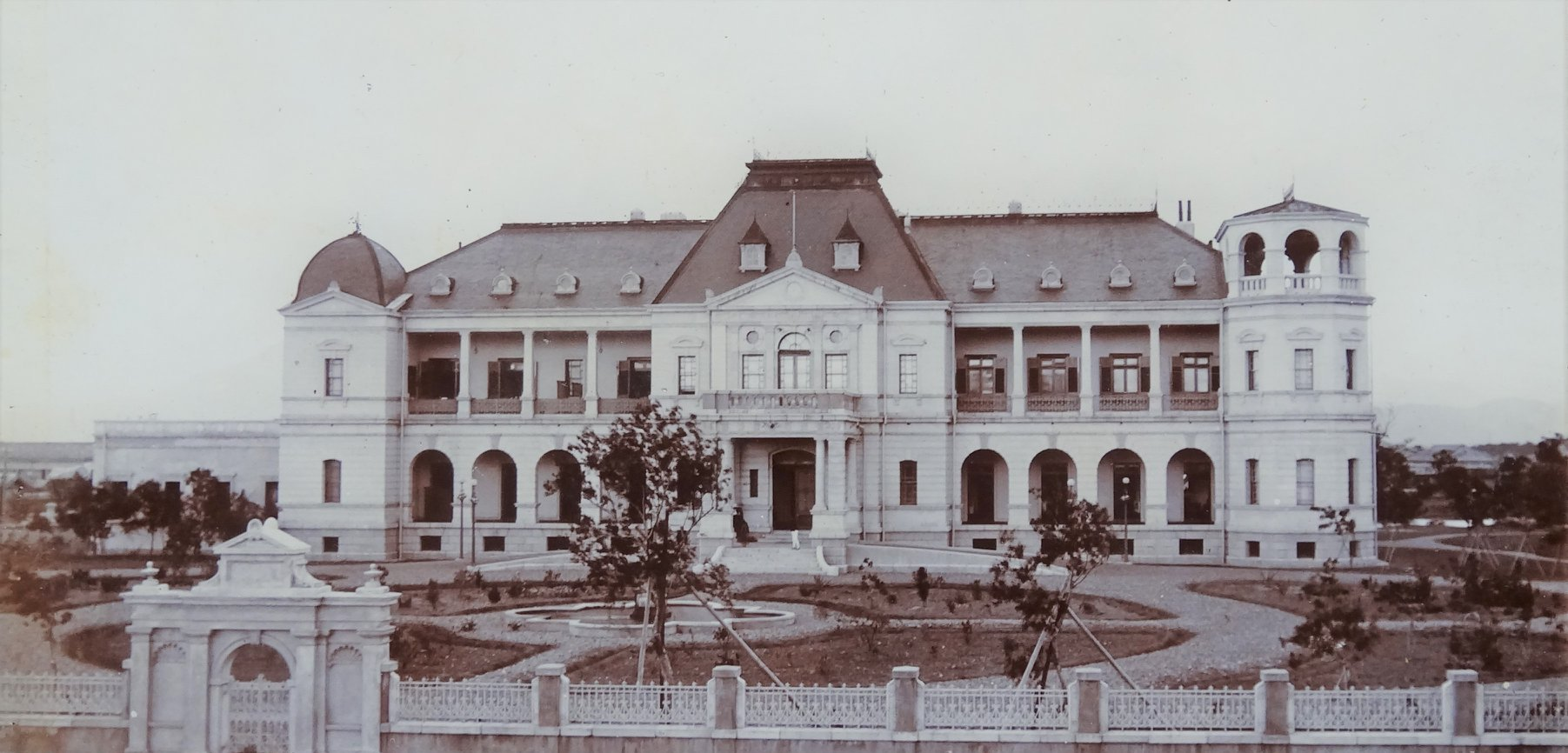
第一代總督官邸，約1904年所攝

1899年開始策劃總督官邸的建設，由第四任總督兒玉源太郎下令興建。同一時期也開始動工建設位於劍潭山上的台灣神社以及拆除台北城城牆與臺北大天后宮，開闢通往台灣神社的敕使道路。拆除的城牆石做為總督官邸的建築用材，文物則取為裝飾庭園之用。兒玉總督認為總督官邸是要顯示總督的威嚴以及威服人民，因此在設計之初便要求要盡量氣派、華麗，民政長官後藤新平也贊同此想法。1901年9月26日官邸落成，最終花費高達21萬7000日幣，由於花費過大，且是由日本國庫直接撥款興建，在當時引起一陣強烈的批判。另外兒玉總督也曾使用會計法融通台灣神社興建的工程剩餘款來興建總督官邸，也引起很大的注意。
由日本建築師福田東吾、野村一郎設計、完工的總督官邸外觀樣式為文藝復興式風格，主體為凹字型、左右不對稱的形式，屬於磚造與石材混合使用的二層樓建築，屋頂為木製屋架、石板屋瓦，一、二樓皆鋪設拼花木地板，外廊道、中央大廣間鋪設英國製的磁磚；二樓的梁柱皆使用鐵材興建，並用混泥土填充間隔。前後庭園分別是西式跟日式風格的庭園，占地遼闊；另外興建的附屬設施則包含了門衛所（守衛駐紮的地方）、御者馬丁宿舍及馬廄（1922年改建為鋼筋水泥的汽車停車場）。

#### 第二代總督官邸
總督官邸興建十幾年後因空間不敷使用，且原本木製的屋頂已經遭到白蟻侵蝕、腐壞，於是在1911年開始改建，預算為15萬日幣，總司營繕的建築師是森山松之助。整建的這段時間總督就暫時搬到臨時的官邸，一直到1913年3月31日改建完成為止。改建的內容有：二、三樓擴建296坪、陽台擴建101坪、車寄（門廊）增建11坪、大食堂擴6坪。另外建築樣式也從新文藝復興樣式變成華麗的新巴洛克形式，屋頂換成馬薩式屋頂，木屋架已經換成鋼骨；陽台的立柱從單柱變成羅馬雙柱等等，是第二帝國風格的法國宮廷式建築。內部改建如櫸木拼花地板、維多利亞磁磚和壁爐（英國進口）、毛絨地毯跟絲織窗門簾，以及巴洛克式花葉雕飾，金箔纏繞細腳紋路的垂吊水晶燈，所到之處皆是華麗的灰泥雕塑及裝飾。
會花這麼大手筆改建除了是要繼續彰顯統治者的身分之外，賓館也從最初的總督住宅機能轉變成接待貴賓、迎接皇室成員為主要功能，因此在改建上要符合貴賓、皇族的高貴身分，不惜大手筆來改建成華麗的迎賓館。改建後最重要的一次招待便是1923年皇太子裕仁（後來的昭和天皇）來訪，除了參觀台灣各地的建設之外，也利用官邸來宴請各地仕紳、表演活動等。

### 戰後台北賓館時期
第二次世界大戰結束後，總督官邸隨著中華民國接收台灣，而由臺灣省警備總司令部人員所接收，轉為臺灣省主席的官邸而繼續使用。1950年轉撥交給總統府，並改稱為「台北賓館」。1952年時任中華民國外交部部長葉公超便是在此與日本政府代表河田烈簽訂《中日和約》。1962年10月5日，台灣電視公司於台北賓館舉行試播酒會。1963年，台北賓館撥借給外交部使用，作為招待國賓、晚宴的地方。但台北賓館一直處於長期未維修狀態，直至1977年開始才陸續整修建築內部。1998年7月30日，台北賓館被指定為國定古蹟。2001年，因為建築物損害嚴重，經過外交部建議自9月暫停使用；2002年展開修復工作，至2006年5月14日修復完成，修復經費大約為新台幣4億多元。2006年6月4日起，每雙月份第一個周日對外開放。如今台北賓館除了特定日期開放公眾參觀以外，平常仍是舉辦國宴、招待外賓、國慶酒會的地方。近年也有舉辦慈善園遊會跟文化藝術等活動。
2012年，時值《中日和約》簽署60週年，外交部與國史館於台北賓館舉辦「中日和約生效60週年紀念特展暨座談會」，中華民國總統馬英九出席並提出「東海和平倡議」。2013年4月10日，第17次台日漁業會談於台北賓館舉行，由日本交流協會會長大橋光夫與亞東關係協會會長廖了以簽署《臺日漁業協議》，試圖在不觸及釣魚臺列嶼主權爭議下解決台日雙方漁民周邊漁業範圍議題。
2006年2月20日，《台灣蘋果日報》揭發，第二屆總統府青年工作團團員陳男、團員李女於2005年10月私下拜託總統府第三局管理科楊科長協助，未提出申請就帶著婚紗業者闖入台北賓館拍攝婚紗照，亦未遭憲兵三三二營駐紮官兵驅離。總統府公共事務室主任陳文宗表示，總統府坦承管理上有疏失，但總統府第三局局長劉溪泉與時任台北賓館召集人黃志芳並不知情。外交部發言人呂慶龍表示，陳李兩人並沒有向外交部登記，外交部也找不到兩人使用台北賓館的紀錄。陳男說，他在總統府青年工作團時期曾為總統府《阿扁總統電子報》採訪負責台北賓館維護的建築師和工程人員，與他們相當熟識，才私下情商進入台北賓館拍照，事後有向黃志芳、總統府第三局長官與陳文宗報備。外交部表示，台北賓館的鑰匙在外交部，如果總統府要使用台北賓館，必須先知會外交部；而從媒體刊登的照片看來，婚紗照是在台北賓館庭院拍攝，「外交部的管理沒有問題」。總統府公共事務室表示，總統府已決定先將當時口頭同意陳李兩人進入台北賓館的總統府第三局管理科楊科長調職，待事實釐清後再行懲處。

## 官邸設計

### 內部配置

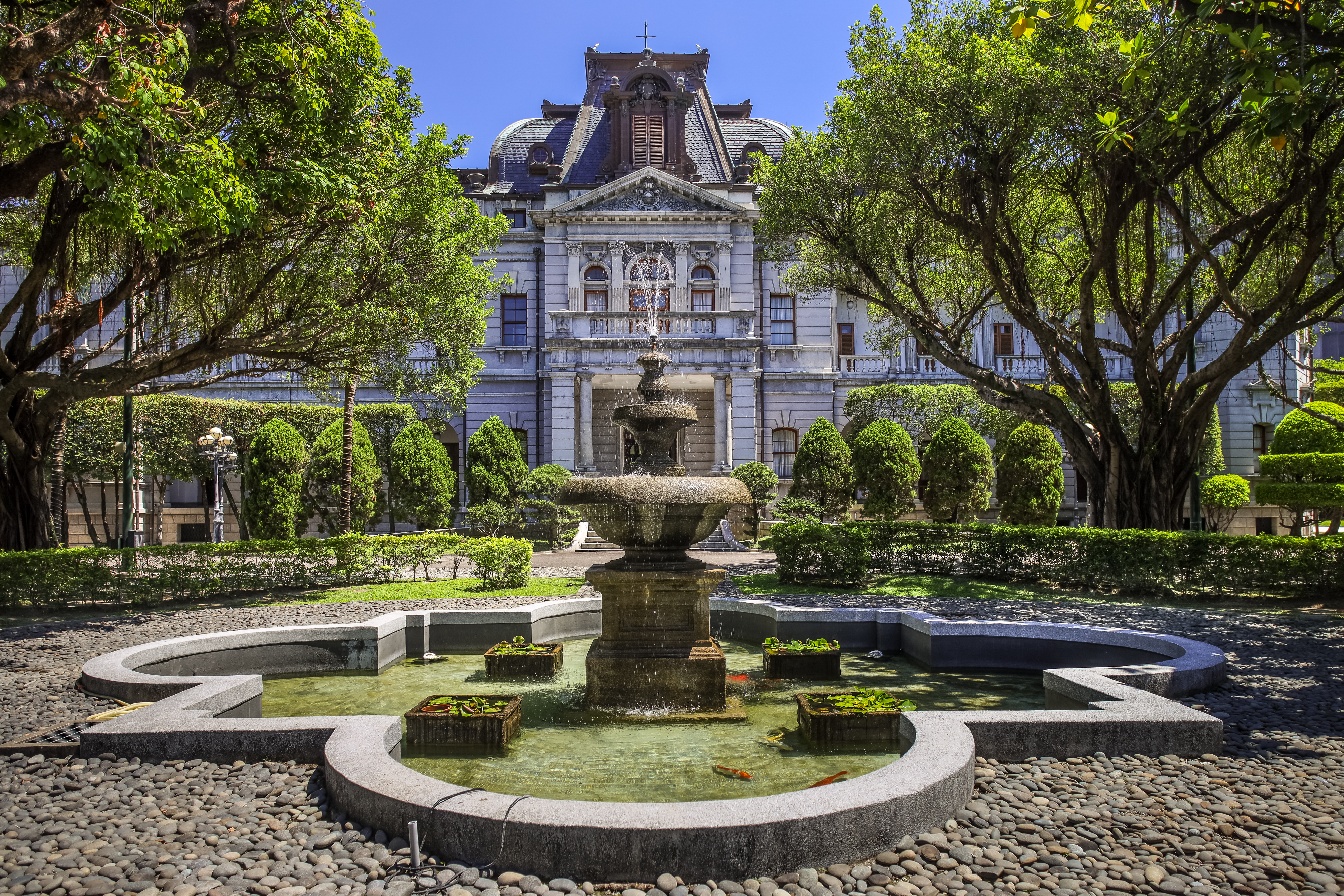
台北賓館與噴水池
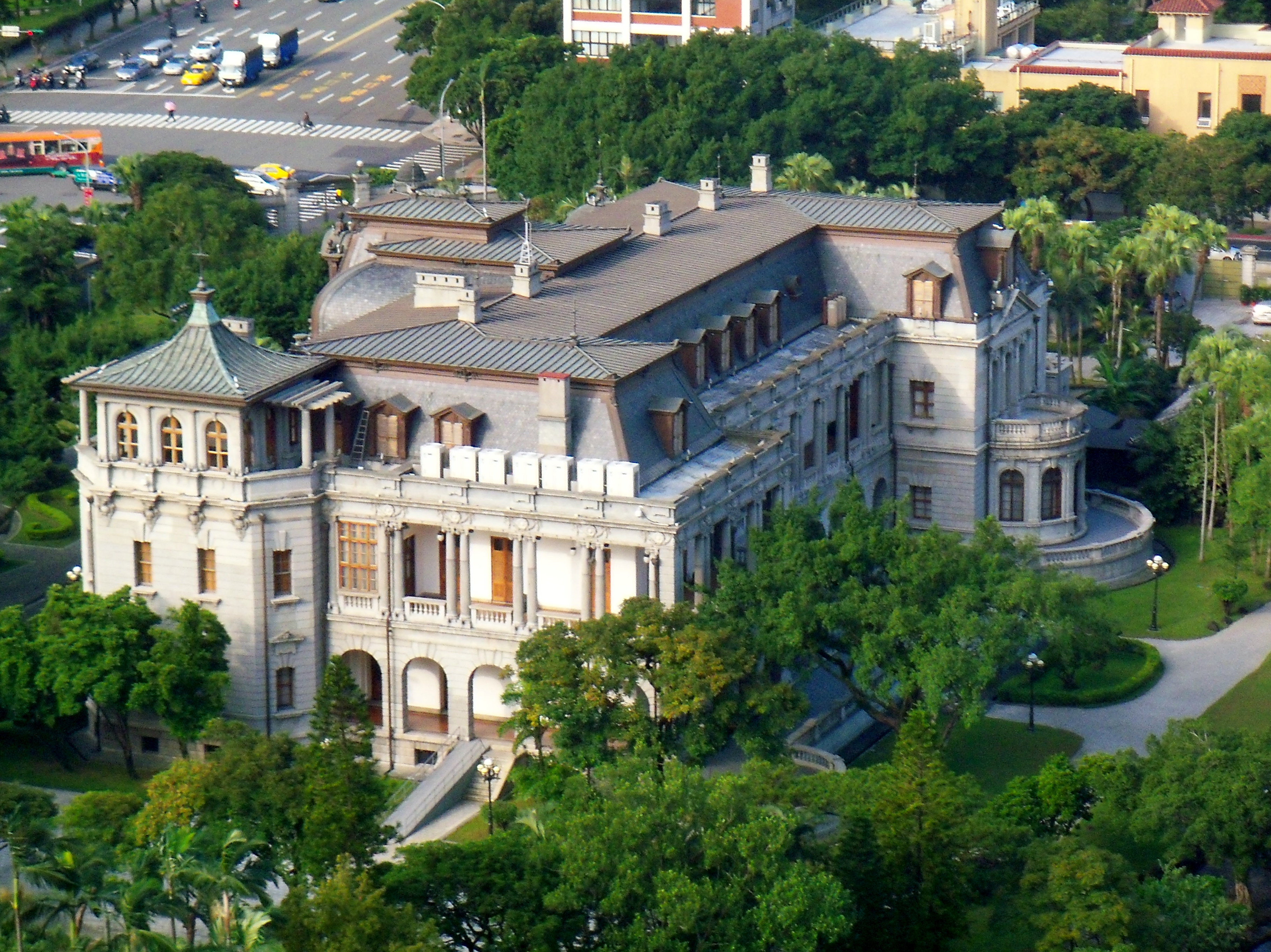
俯望台北賓館本館
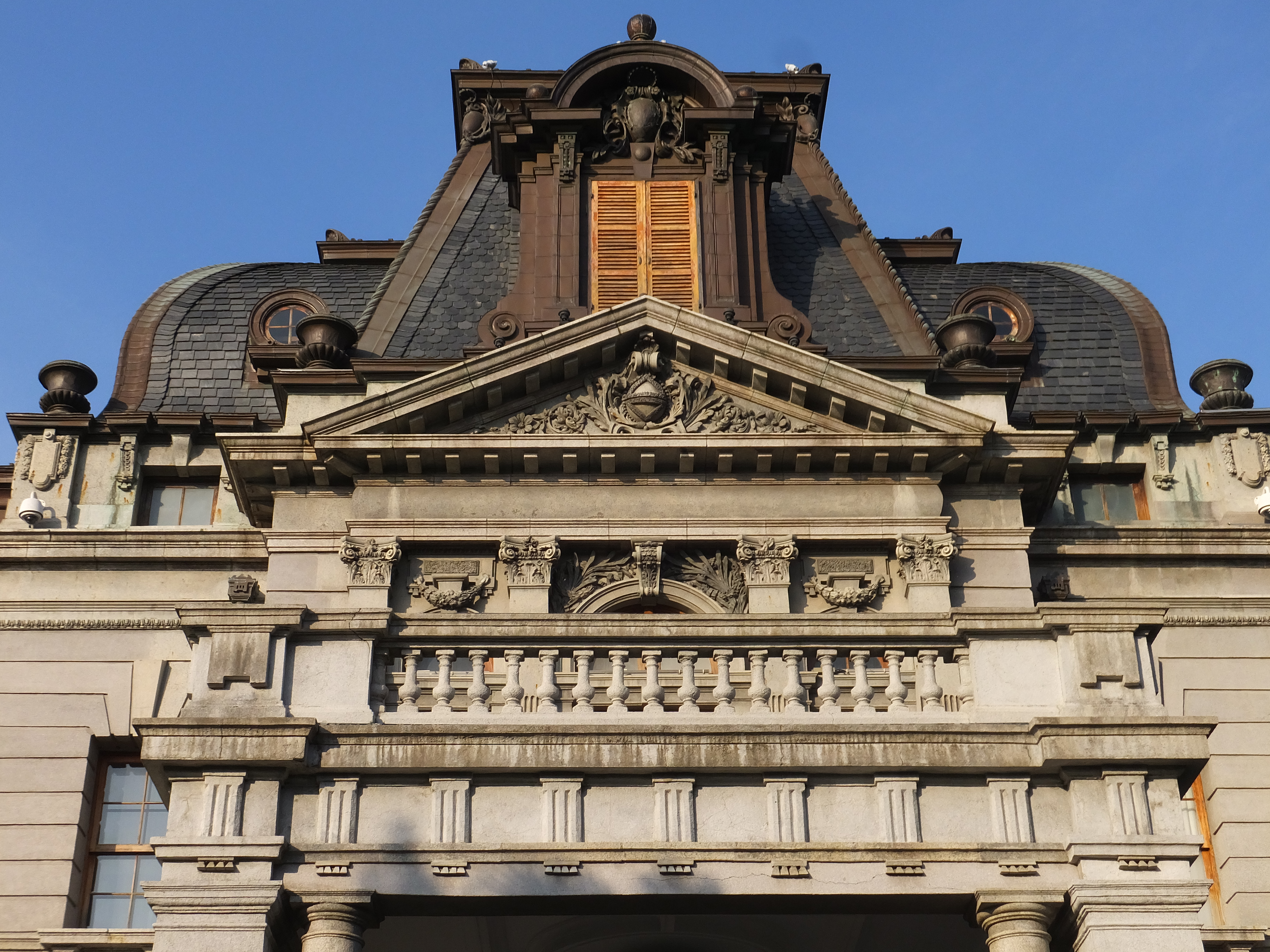
台北賓館主立面設計
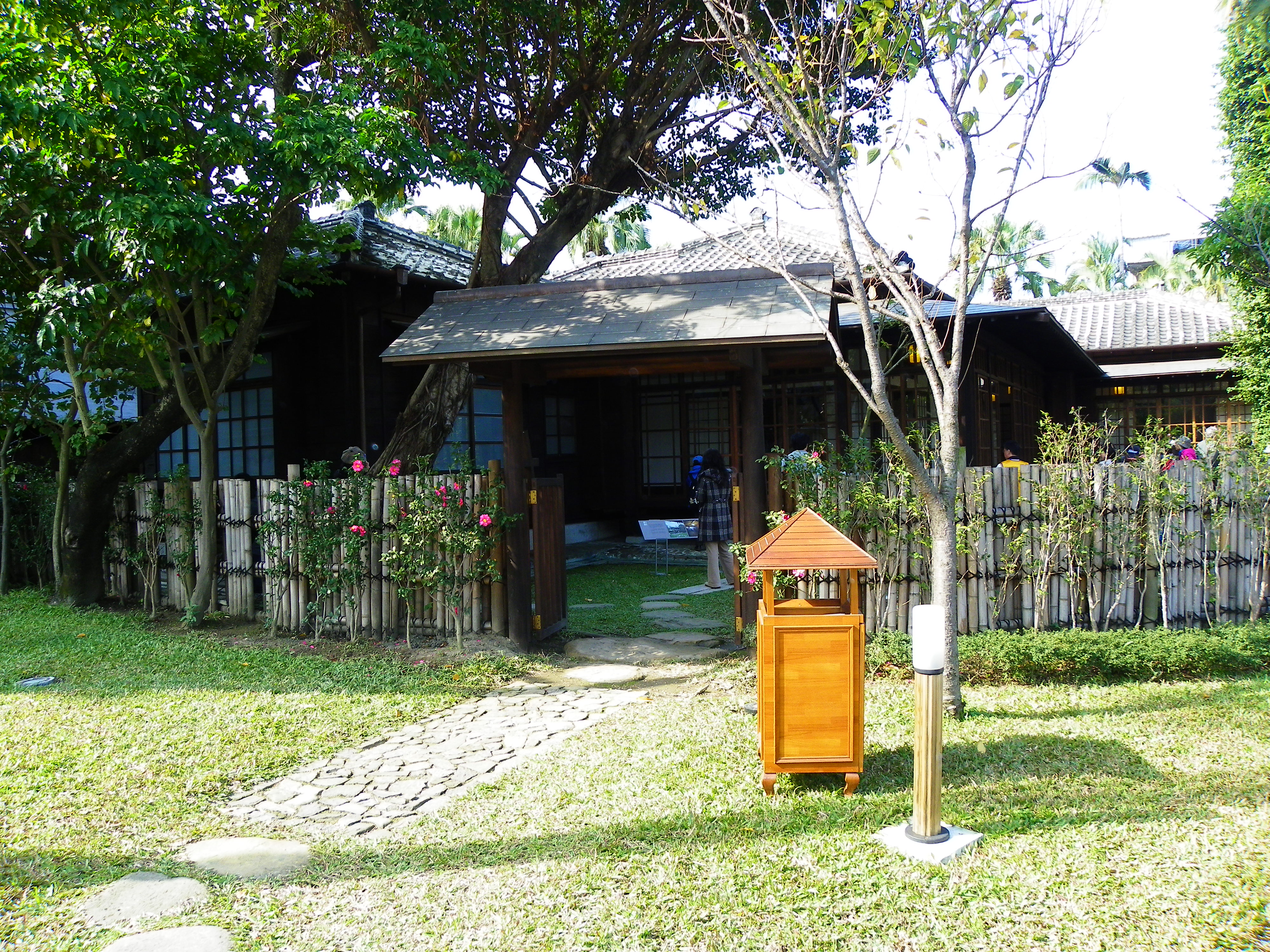
台北賓館和館

### 一樓內部
賓館的一樓大部分是具有開放空間的功能，主要用在辦公跟社交。一樓東邊全是辦公用的地方，有「應接室」（訪客等待的地方）及隔壁的總督秘書室、副官室、書記室，另外還有大會議室及其附屬的「應接室」。西邊就比較屬於接待的地方，有接待訪客的大空間「客室」、舉行大型宴會的「大食堂」，兩者之間有推拉門連通，總督可以從２樓沿著樓梯走到客室接見貴賓，再往前走到大食堂宴客。其他的還有廚房、配膳室、預備室以及由大門入口進入的「車寄」（門廊）、玄關、「受付」（接待處）、「控所」、「脫帽室」、「宿直室」（值夜室）等等。在東邊的東南角還有一個遊戲室，裡面有撞球台等，功能就是上流社會紳士飯後休憩、娛樂、聊天的地方。
改建後的總督官邸變得更像迎賓、社交的場所。一樓變成由廣間通向東、西兩邊的第一客室跟第二客室，再由這兩個大型空間分別進入會議室跟大食堂。東邊通路為南側書記官、副官、秘書進出的路線，西邊通路則是僕人進出廚房、進餐服務的線路。原來的遊戲室也改為副官與秘書室，這是為了增加社交空間的關係所做的犧牲。其他的部分除了更換一些家具設備之外，並沒有太大的變化。

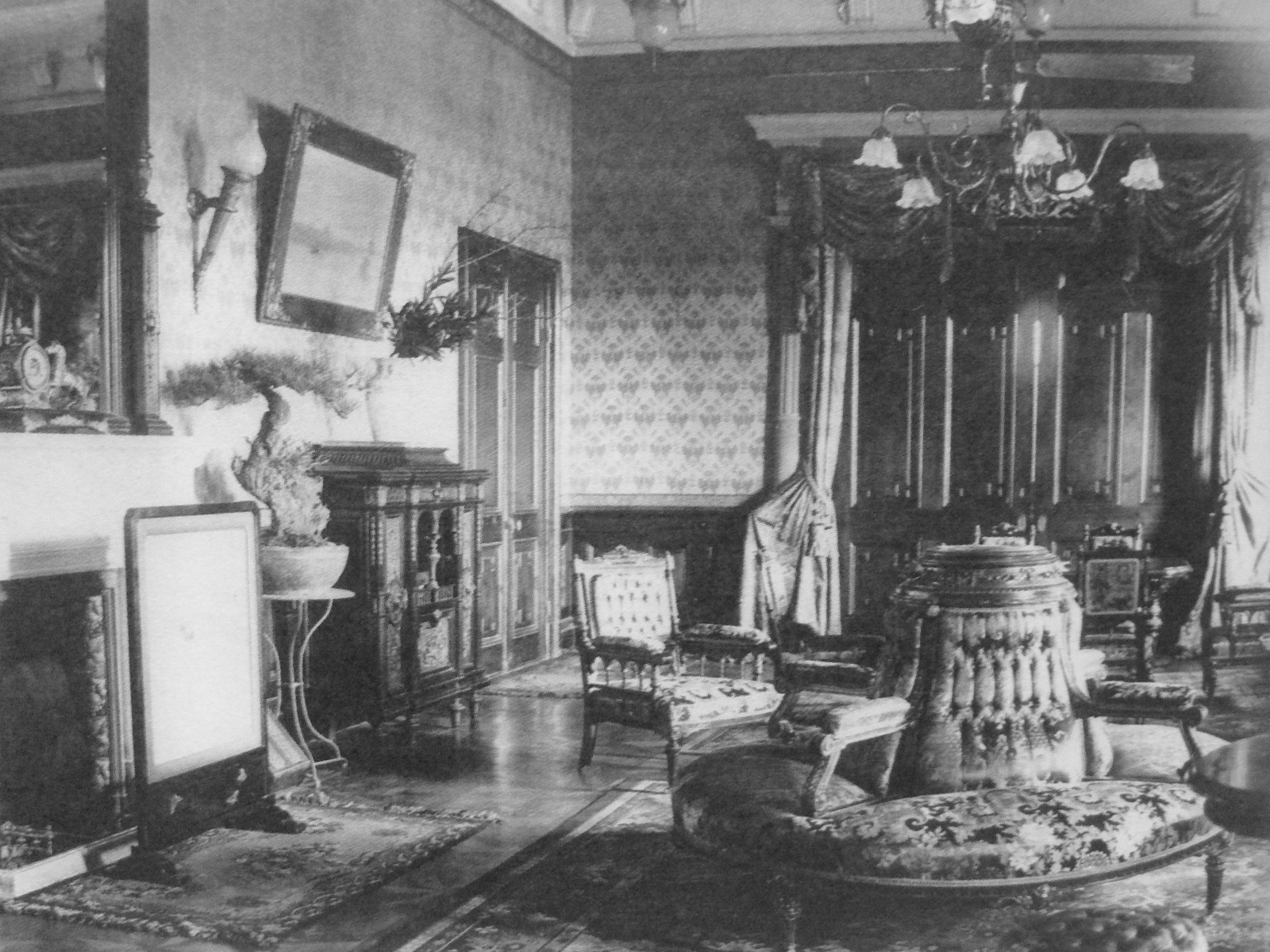
未改建前的一樓會客室
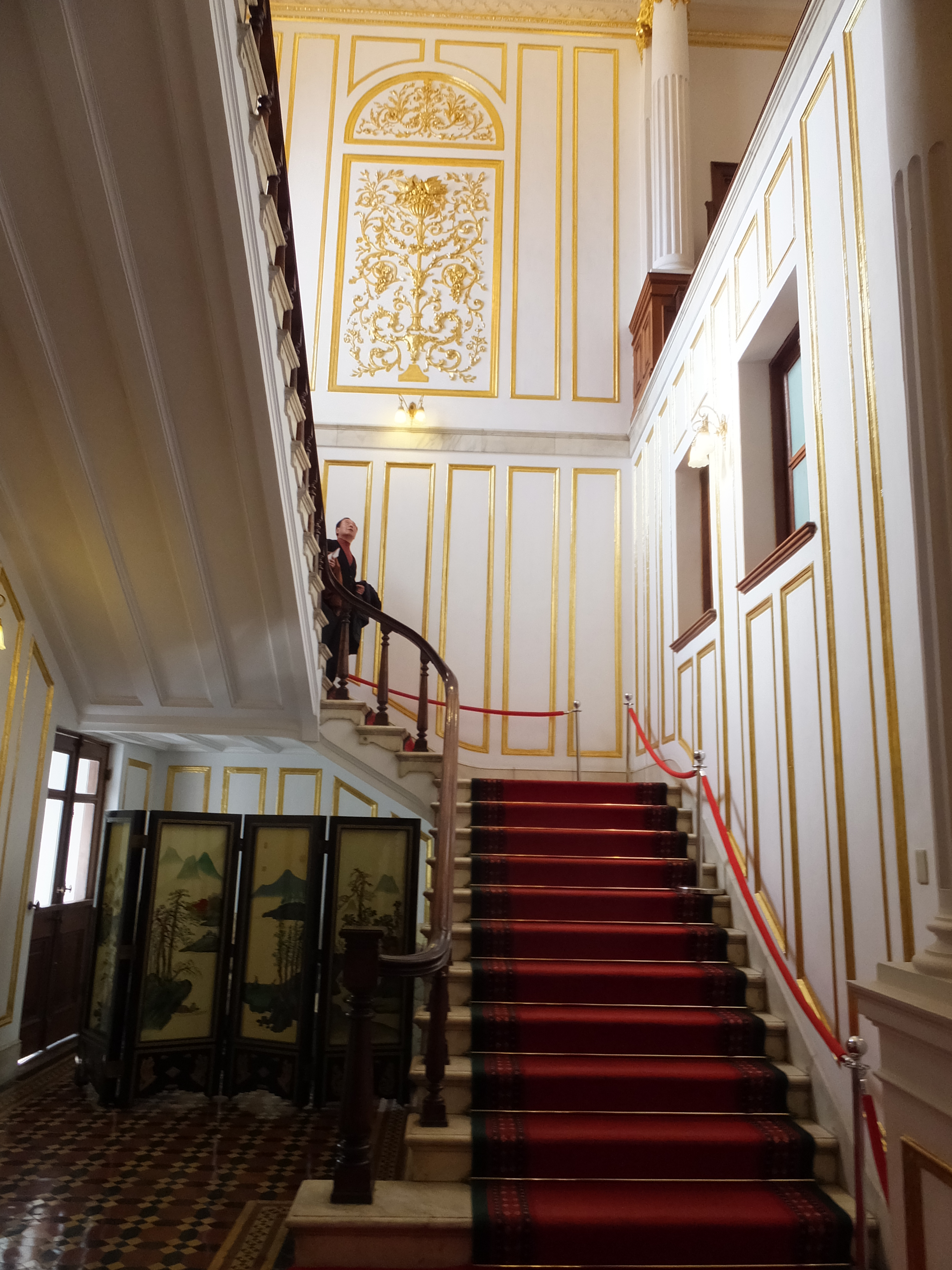
一樓主樓梯
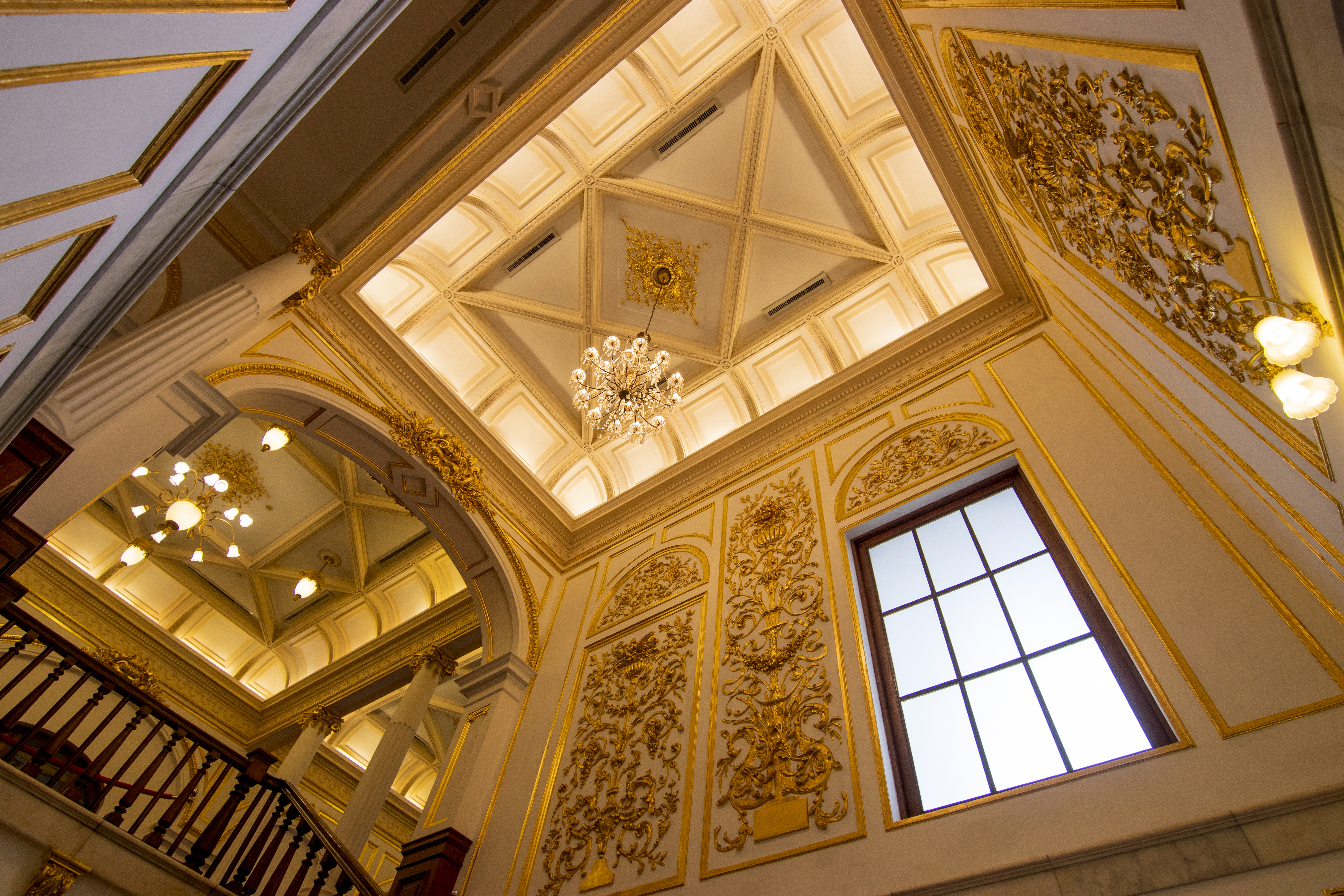
主樓梯的天花板
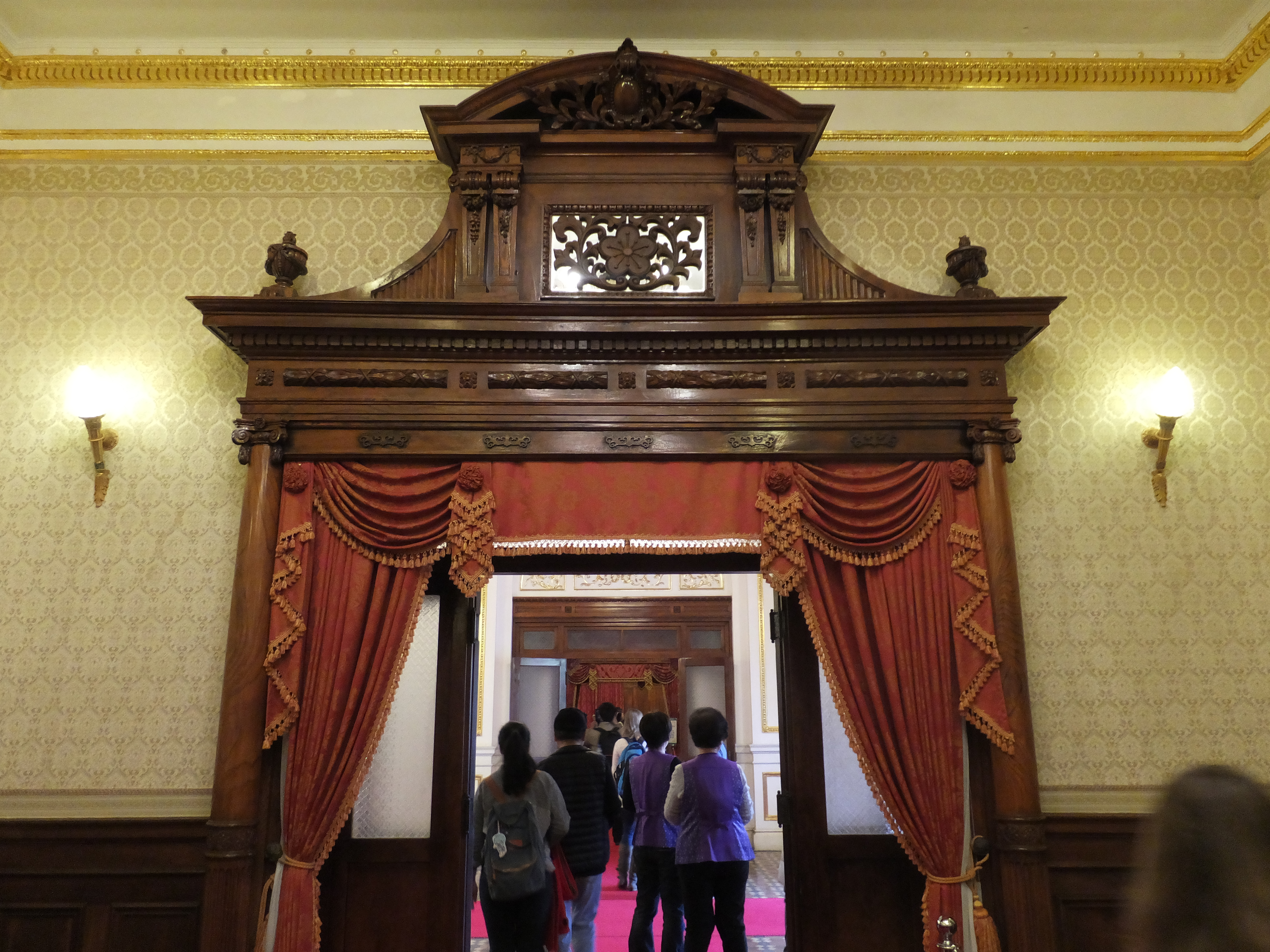
內部陳設

### 二樓內部
二樓屬於總督家族的私人空間及私密性較高的接待空間。東邊的房間有總督個人的寢室、書房跟化妝室，還有「婦人室」（夫人寢室）、「小兒室」（子女寢室）及其他家庭成員的寢室。一旁有樓梯可以通往三樓的露天陽台「涼場」。西邊就是屬於私密性較高的接待空間，以非公務訪客或女賓為主要接待對象。其他還包含了客室及相通的「朝餐室」（小型餐廳）、接待女賓的「婦人客室」。依照當時歐洲跟日本的上流生活慣例，賓客有女性同行時，總督夫婦會一同接待，餐後男賓與男主人、女賓與女主人就各自分開到不同空間彼此交流。另外還有供訪客使用的寢飾及化妝室套房，還有女傭所住的「婢室」。中央「廣間」的南邊則有「安樂室」，廣間作為會客或起居之用，安樂室是上流社會豪宅中常有的收藏品鑑賞室，用來跟同好或賓客鑑賞品玩。
經過改建原來上樓的樓梯從北側後方移到入口，二樓廣間的樣式也變成了巴洛克風格，裝飾也變得複雜，待客或迎賓的對外空間性大增。廣間北側可以通往官邸最大的會客空間「大客室」，通常是做為皇室華族的訪客所接待的地方。西邊北側則還有客室、第二寢室、食堂，南側是廁所、配膳室、婢室（女傭住的地方）、第三階段室（樓梯間）。東邊仍是總督個人的私密空間，不過皇族來訪時就變成住宿的地方。空間上有書齋、居間、納戶（貯藏東西的房間）、第一寢室、化妝室等等。東南角的第一居間是一個鋪設榻榻米的日式起居室，是官邸裡面唯一提供日式社交與起居的空間。通往三樓的涼場（陽台）仍然保存，可以遠眺街景，但是後來卻變成來訪的皇族觀賞為他們舉行的遊行隊伍活動以及接受被統治者致意的場所。除了社交空間的增加以及住宿的功能，改建時也增加這種空間以配合皇族來訪活動的需求。

### 官邸庭園

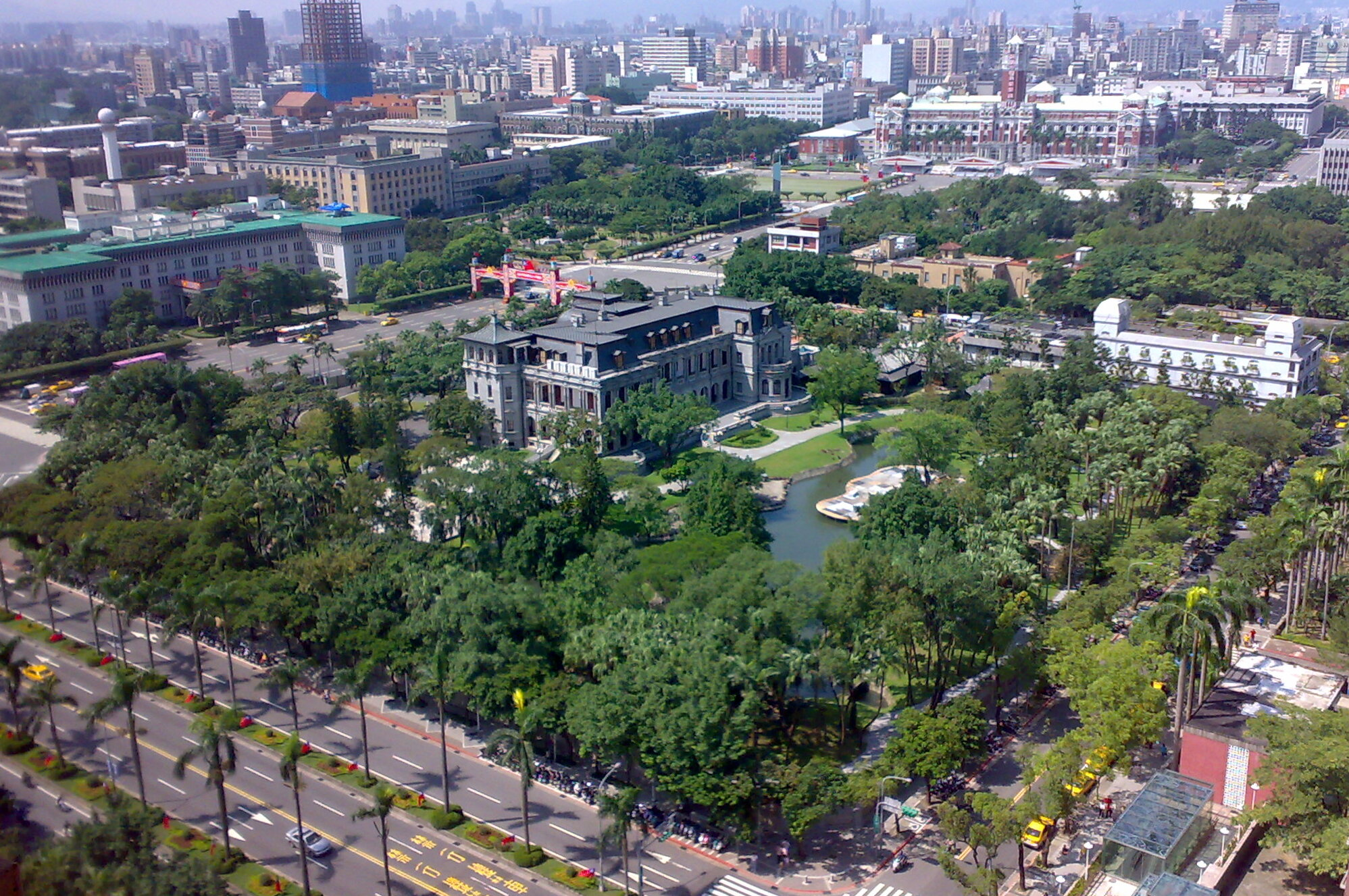
鳥瞰台北賓館庭園

官邸庭園分為前庭與內庭，前庭為西洋風格庭園，為前庭西式建物群的附屬空間；內庭則是日本式迴遊式庭園，於1910年完工，為台灣第一個日本式庭園。兩者在台灣庭園文化上均有重要價值。

## 官邸的運用

### 外交、宴請官民方面

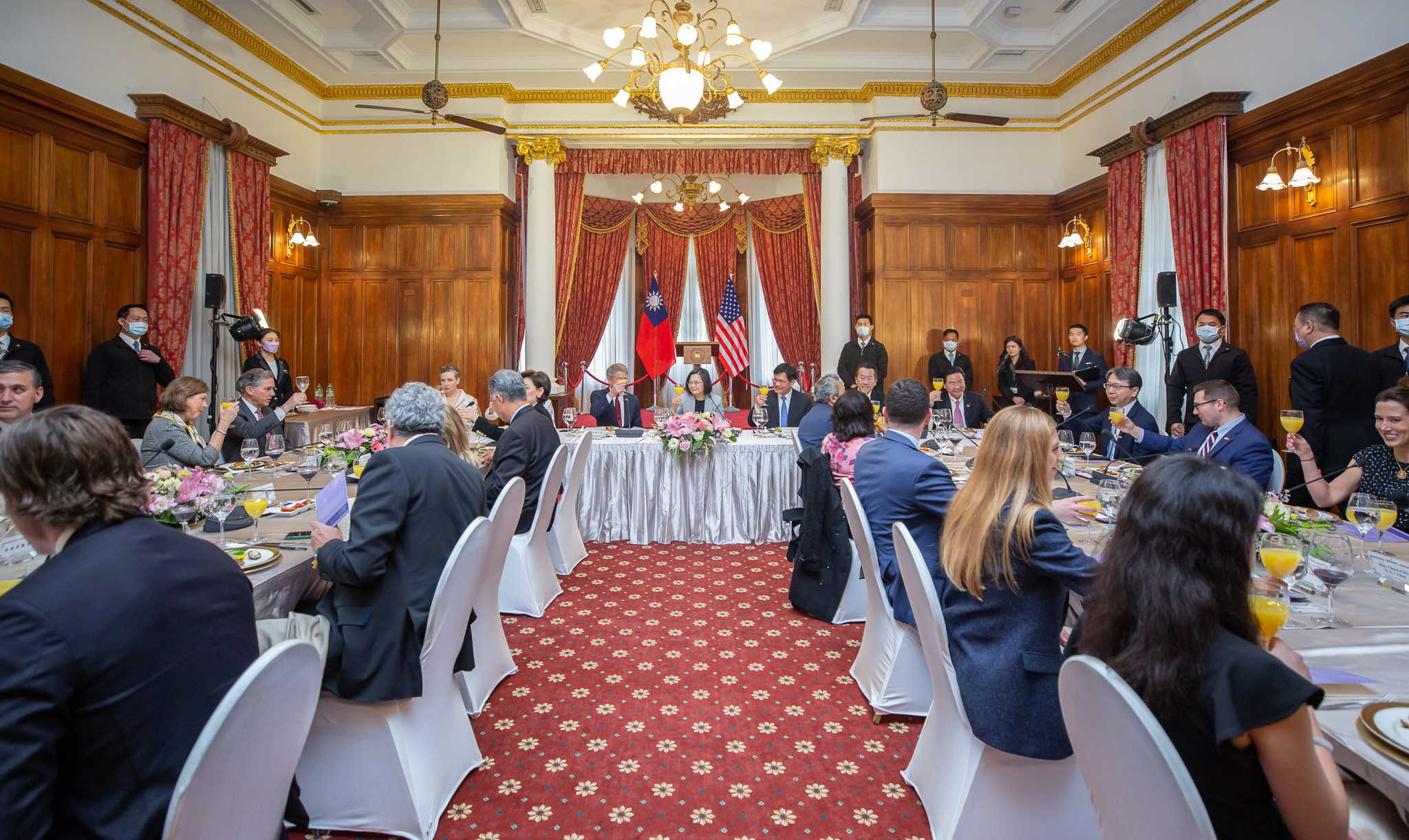
蔡英文總統與美國眾議院外交委員會訪問團進行午宴

第八任總督田健治郎在1920年8月25日便有在官邸設宴會招待美國、英國、荷蘭的駐台領事；1925年3月31日舉辦美國新舊任駐台領事交接的迎新送舊會；1927年舉辦美國人偶劇團的歡迎會等。宗教界、文人、士紳、地方官等人士也會招待，如1916年10月31日民政長官便在總督官邸跟神道教、佛教、基督教等宗教人士舉行餐會；1921年10月24日第八任總督田健治郎在官邸舉行詩會；1929年9月11日第十三任總督石塚英藏開了第一次的讀書會；其他的還有茶話會、午餐會等等。這些活動除了表現對各國的友好關係，也是改善官方跟人民的距離，有拉攏人心的作用。現在的台北賓館仍保有此機能，做為政府的迎賓所而繼續使用。

### 節慶、皇族來訪
有特殊意義的紀念日時官邸也會慶祝，如1925年為慶祝日本治理台灣30年所舉辦的始政30年祝賀會；1928年11月昭和天皇即位式，在16日舉行宴席、17日辦祝賀園遊會等，人數眾多的時候會利用北側庭園來架設臨時棚子來宴客，人數較少的話就會使用一樓大食堂。在這種場合下，除了宴席以外，還會有許多表演活動、煙火施放、遊行等等。皇族參訪的人，除了皇太子裕仁以外，還有北白川宮能久親王的王妃等許多皇室人物。皇室人員來訪的時候，官邸必定會隆重接待，甚至花錢整修、購買設備等；如裕仁來台時，總督官邸就有整修過，除了日常的修繕之外，另外新增網球場、蕾絲窗簾更換、鋪設絨毛地毯跟亞麻油毯、更新電器及熱水器、增加照明設備及家具，還有一間御用品消毒所專門消毒皇室用品，估計整修大約花費了2萬8,000日幣。目前仍有舉辦節慶、園遊會等的活動。

### 居住、辦公
接待皇室、貴賓雖是必要的功能，但官邸最初的本意仍是總督居住的地方。至第四任總督兒玉源太郎開始一直到末任總督安藤利吉為止，共有16位總督曾居住於此。剛完成的官邸除了生活起居之外，也是辦公場所，主因是當初總督府仍設在前清布政使司衙門，辦公空間不足以使用，因此總督官邸也兼做辦公、召開會議的地方；兒玉源太郎便曾在官邸舉行地方官會議，期間長達十幾天。轉撥交總統府後，此處便不再住人，用途全部轉為迎接國賓、招待國宴等等。

### 引用
1. ↑  《台視二十年》編輯委員會 編輯，《台視二十年：中華民國五十一年至七十一年》，台灣電視公司1982年4月28日出版，第247頁。
2. ↑  溫惠敏. . 台灣蘋果日報. 2006-02-20  [2018-07-14].
3. ↑  法源編輯室. . 法源法律網. 2006-02-21  [2018-07-14]. （原始内容存档于2018-07-14）.

## 外部連結
- 臺北賓館介紹網站 （页面存档备份，存于）（中華民國外交部建置）
- 臺北賓館  臺北旅遊網 （页面存档备份，存于）